# I Think We're Alone Now (Tiffany)
I Think We're Alone Now è un singolo di Tiffany estratto dal suo album di esordio Tiffany, cover dell'omonimo brano di Tommy James and the Shondells.

## Tracce
7"/CD single
1. "I Think We're Alone Now" — 3:47
2. "No Rules" — 4:05

12" vinyl single
1. "I Think We're Alone Now" (extended version) — 6:35
2. "I Think We're Alone Now" (single version) — 4:25
3. "I Think We're Alone Now" (dub version) — 6:35

## Classifiche
| Classifica (1987/1988)                            | Posizione raggiunta |
| ------------------------------------------------- | ------------------- |
| Australian ARIA Singles Chart                     | 13                  |
| Austrian Singles Chart                            | 24                  |
| Dutch Singles Chart                               | 2                   |
| French Singles Chart                              | 9                   |
| German Singles Chart                              | 14                  |
| Irish Singles Chart                               | 1                   |
| New Zealand Singles Chart                         | 1                   |
| South African Singles Chart                       | 1                   |
| Swiss Singles Chart                               | 10                  |
| UK Singles Chart                                  | 1                   |
| U.S. Billboard Hot Dance Music/Maxi-Singles Sales | 7                   |
| U.S. Billboard Hot Dance Music/Club Play          | 26                  |